# Valeria Spälty
Valeria Spälty, född den 24 juni 1983 i Glarus, Schweiz, är en schweizisk curlingspelare.
Hon tog OS-silver i damernas curlingturnering i samband med de olympiska curlingtävlingarna 2006 i Turin.